# マッケンジー・フィリップス
マッケンジー・フィリップス（Mackenzie Phillips,  1959年11月10日 - ）は、アメリカ合衆国の女優である。

## 来歴
1959年、バージニア州・アレクサンドリアに生まれる。父親はミュージシャンのジョン・フィリップス、母親は彼の最初の妻のスーザン・アダムズ。その後カリフォルニア州で育ち、12歳のころに学校のクラスメイトとバンドを組んで演奏していた際に、その姿がたまたまその場に居合わせたキャスティング・ディレクターの目に留まり、それがきっかけでジョージ・ルーカス監督の『アメリカン・グラフィティ』（1973年）のオーディションへ参加し合格して映画デビューを果たした。同作品の撮影時はまだ12歳で、13歳のときに映画が公開された。
1975年から放映が始まったCBSのコメディ・ドラマ『One Day at a Time』に出演し、人気を博した。
現在もコンスタントに女優活動を続けており、『ER緊急救命室』や『クリミナル・マインド FBI行動分析課』などの話題のドラマ作品にゲスト出演している。

### 私生活
これまで3度の結婚経験があり、1979年に最初の結婚をしたが1981年に離婚。その後、1986年にギタリストで、元バイザンティアム（ビザンティウム）のメンバーのマイケル・バラカン（ミック・バラカン、現在はシェイン・フォンテインの芸名で活動。兄は ラジオDJ、音楽評論家のピーター・バラカン）と結婚し、1987年に1児（ミュージシャンのシェーン・バラカン）の母親になったが、2000年に離婚し、2005年に俳優でミュージシャンのキース・レヴィンソンと結婚して現在に至る。

## 出演作品

### 映画
- アメリカン・グラフィティ American Graffiti (1973)
- Miles to Go Before I Sleep (1975) ※テレビ映画
- ブルージーンズ・ジャーニー Rafferty and the Gold Dust Twins (1975)
- 我が生涯の大統領/ルーズベルト夫人風雪の60年 Eleanor and Franklin (1976) ※テレビ映画
- アメリカン・グラフィティ2 More American Graffiti (1979)
- Love Child (1982)
- Kate's Secret (1986)
- True Friends (1998)
- When (1999)
- キューティ・ツインズ/シュートをねらえ! Double Teamed (2002) ※テレビ映画
- ジャケット The Jacket (2005)
- Radio Needles (2009) ※テレビ映画
- Peach Plum Pear (2011)
- Santa's Dog (2012)
- She Made Them Do It (2013) ※テレビ映画
- Suburban Gothic (2014)

### テレビドラマ
- Movin' On (1974)
- バレッタ Baretta (1975)
- メアリー・タイラー・ムーア Mary Tyler Moore (1975)
- One Day at a Time (1975 - 1983)
- ラブ・ボート The Love Boat (1978, 1982)
- 超人ハルク Incredible Hulk (1979)
- ジェシカおばさんの事件簿 Murder, She Wrote (1985)
- ビバリーヒルズ高校白書 Beverly Hills, 90210 (1994)
- メルローズ・プレイス Melrose Place (1995)
- NYPDブルー NYPD Blue (1996, 2004)
- キャロライン in N.Y. Caroline in the City (1997)
- 炎のテキサスレンジャー Walker, Texas Ranger (1997)
- シカゴ・ホープ Chicago Hope (1998)
- ハイテク武装車バイパー Viper (1998)
- どこかでなにかがミステリー So Weird (1999 - 2001)
- アウター・リミッツ The Outer Limits (2000)
- Kate Brasher (2001)
- 女検死医ジョーダン Crossing Jordan (2001)
- ER緊急救命室 ER (2002)
- THE DIVISION (2003)
- WITHOUT A TRACE/FBI 失踪者を追え! Without a Trace (2004)
- セブンスヘブン 7th Heaven (2004)
- コールドケース 迷宮事件簿 Cold Case (2007)
- Interns: The Web Series (2012)
- クリミナル・マインド FBI行動分析課 Criminal Minds (2012)
- The Sparrows (2014)
- オレンジ・イズ・ニュー・ブラック (2018)